# Florian Kehrmann
Florian Kehrmann, né le 24 mars 1977 à Neuss, est un handballeur allemand, évoluant au poste d'ailier droit.
Il a fait l'essentiel de sa carrière au TBV Lemgo, club avec lequel il remporte la Coupe de l'EHF (C3) en 2006 et 2010 avant d'en devenir l'entraîneur en 2014.
Avec l'équipe nationale d'Allemagne, il est notamment championnat d'Europe en 2004, vice-champion olympique en 2004 et champion du monde en 2007.

## Palmarès

### En clubs
- Compétitions internationales 
  - Vainqueur de la Coupe de l'EHF (C3) (1) : 2006 et 2010
- Compétitions nationales 
  - Championnat d'Allemagne (1) : 2003
  - Vainqueur de la Coupe d'Allemagne (1) : 2002

### En sélection nationale
Florian Kehrmann cumule 223 sélections et 820 buts entre le 6 avril 1997 contre la Chine et 2009
- Jeux olympiques
  -  Médaille d'argent aux Jeux olympiques de 2004 à Athènes,  Grèce
  - 5e place aux Jeux olympiques de 2000 à Sydney,  Australie
- Championnats du monde
  -  Médaille d'or au Championnat du monde 2007,  Allemagne
  -  Médaille d'argent au Championnat du monde 2003,  Portugal
  - 9e place au Championnat du monde 2005,  Tunisie
- Championnats d'Europe
  -  Médaille d'or au Championnat d'Europe 2004,  Slovénie
  -  Médaille d'argent au Championnat d'Europe 2002,  Suède
  - 4e place au Championnat d'Europe 2008,  Norvège
  - 5e place au Championnat d'Europe 2006,  Suisse

### Distinctions individuelles
- Élu meilleur ailier droit du Championnat d'Europe 2008
- 2e meilleur handballeur mondial de l'année en 2006 derrière Ivano Balić
- Élu meilleur handballeur allemand de l'année en 2003, 2005, 2006